# موراي كلارك
موراي كلارك هو سياسي كندي، ولد في 22 مايو 1899 في كندا، وتوفي في 12 يونيو 1973 في سانت توماس في كندا. حزبياً، نشط في الحزب الليبرالي الكندي. وقد انتخب عضو مجلس العموم الكندي.